# Willy Astor

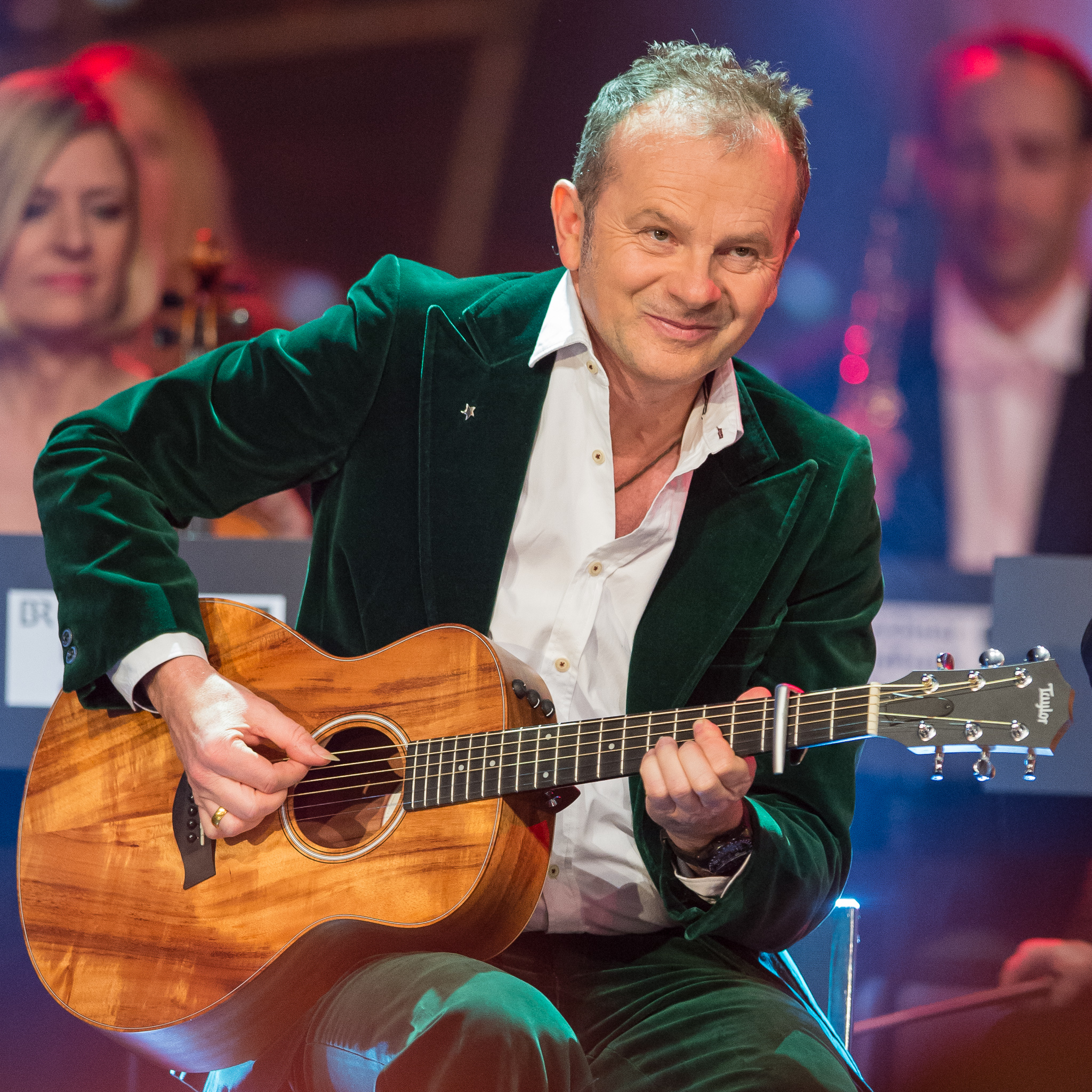
Willy Astor (2014)

Wilhelm Gottfried „Willy“ Astor (* 6. September 1961 in München) ist ein deutscher Kabarettist, Musiker und Komponist.

## Leben

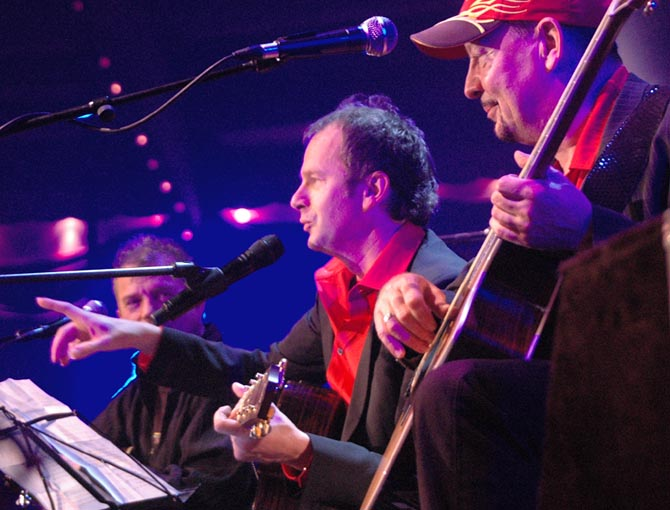
Willy Astor und die Spider Murphy Gang (2006)

Astor wuchs im Münchner Stadtteil Hasenbergl auf und besuchte dort die Grund- und Hauptschule. Nach seinem Schulabschluss 1976 absolvierte er eine Berufsausbildung zum Werkzeugmacher bei BMW und danach eine Aufstiegsfortbildung zum Maschinenbautechniker, die er 1985 abschloss.
Im Alter von 14 Jahren begann er mit dem Akkordeonspiel, ab 1979 erlernte er das Gitarrespiel in einem Volkshochschulkurs, später vermehrt autodidaktisch, u. a. mit Notenliteratur wie dem Folkpicking for Fingerstyle-Guitar von Sigi Schwab. Ab etwa 1983 schrieb Astor erste Songs und Prosatexte, die in der Münchner Kleinkunstszene auf der Bühne Musikalisches Unterholz (MUH), in der Liederbühne Robinson, im Kunstkeller Neuhausen u. a. aufgeführt wurden.
Nach der Berufsausbildung beschloss Astor, seine kabarettistische Tätigkeit hauptberuflich zu betreiben. Die Programme „Lieder, Nonsens, Instrumentals“, „Oamoi neidabt glangt“ und „Merci Mausi“ fanden beim Publikum jedoch kaum Beachtung. So verdiente sich Astor seinen Lebensunterhalt als Gitarrendozent an der Münchner Volkshochschule und am Freien Musikzentrum. Instrumentalmusik taucht auch heute noch in seinem Repertoire auf.
Bekannt wurde Astor ab den frühen 1990er Jahren vor allem durch seine wortspielerischen Kabarett-Nummern, bei denen er gleich oder ähnlich klingende Wörter (Homophone oder Homöophone) in an sich sachfremde Texte verpackt. So erzählt etwa Radkäppchen und der böse Golf das Märchen vom Rotkäppchen, verwendet aber im Text etliche Automobilbestandteile und -marken. Ähnliches findet sich im Rauchermärchen mit Zigarettenmarken oder in den mehrteiligen Stücken „Länderspiele“ mit Ländern und Städten. Die Wortspielereien finden sich auch in der Musik Astors. Vielfach versieht er bekannte Lieder mit neuen Texten, zum Beispiel wird The House of the Rising Sun der Animals bei Astor zum See-Haus in the Freising sun, das dann natürlich aufgrund seiner guten Lage eine Bello Immobilie darstellt (frei nach Gianna Nannini: Bello e impossibile).
Astor wurde bekannter mit ersten Radio- und Fernsehauftritten in Bayern und seiner Autorentätigkeit für den Radiosender Antenne Bayern, der von 1990 bis 1999 auch Astors Comedy-Sendung Die Feuchtgrubers ausstrahlte. Das bayerische Fernsehen sendete 1993 erstmals eine Stunde aus Astors aktuellem Programm, 1996 folgte die erfolgreiche Serie Die Willy Astor-Show unter anderem mit Günter Grünwald. Mit seinen Wortspielereien war er bei Bayern 3 mit dem wöchentlichen Comedy-Beitrag Willys Wortstudio in Anlehnung an Das aktuelle Sportstudio vertreten und ab 1999 häufig Gast bei 7 Tage, 7 Köpfe. Daneben trat er 2009 mit einem Vollprogramm beim Arosa Humor-Festival auf.
1994 wurde ihm der oberschwäbische Kleinkunstpreis „Ravensburger Kupferle“ verliehen.
Astor gibt seit Mitte der 1990er-Jahre zahlreiche Konzerte – mit seinen selbstkomponierten, vorwiegend für Gitarre geschriebenen Instrumentaltiteln füllt er mittlerweile fünf Alben. Mit dem Album Leuchtende Tage schlägt er in Liedermacher-Tradition eine nachdenklichere, kritischere Richtung ein. Er spannt damit einen weiten Bogen vom lustigen, spaßigen Kabarettisten bis zum „philosophierenden“ Musiker.
1997 komponierte Astor die aktuelle Hymne des FC Bayern München, Stern des Südens, wobei Stephan Lehmann, sein damaliger Kollege bei Antenne Bayern und Stadionsprecher des FC Bayern München, zum Text beitrug. Die Interpretation der Bayern-Fans United kam im Februar 1998 auf Platz 67 der deutschen Single-Charts.
2004 trat Astor bei dem Festival Songs an einem Sommerabend auf. 2013 nahm er zusammen mit dem Projekt Cpt. Nepomuk’s Friendly Heart Choir Club für die Hochwasseropfer aus Bayern den Song Weida mitanand auf.
Astor übernahm 2021 im siebten Eberhoferkrimi mit dem Titel Kaiserschmarrndrama die Rolle eines Arztes.

## Diskografie

### Kabarettalben
| Jahr | Titel                                                        | Höchstplatzierung, Gesamtwochen, AuszeichnungChartsChartplatzierungen (Jahr, Titel, Platzierungen, Wochen, Auszeichnungen, Anmerkungen) | Anmerkungen |
| Jahr | Titel                                                        | DE | Anmerkungen |
| ---- | ------------------------------------------------------------ | --- | ----------- |
| 1995 | Der Schatz im Silbensee                                      | DE91 (2 Wo.)DE |             |
| 1997 | Scherz Spezial Dragees                                       | DE27 (12 Wo.)DE |             |
| 1998 | Live – Ich freu’ mich, dass es zu einer Zugabe kommen kann … | DE66 (4 Wo.)DE |             |
| 1999 | Irreal Ultra – Das Konzentrat aus 10 Jahren Willy Astor      | DE29 (6 Wo.)DE |             |
| 2001 | Aloneunderholder – Gehe hin und Meerrettich                  | DE42 (4 Wo.)DE |             |
| 2004 | Wortstudio                                                   | DE77 (2 Wo.)DE |             |

Weitere Kabarettalben
- 1987 – … warum ned?
- 1988 – Die ersten 1825 Tage …
- 1989 – Merci Mausi
- 1991 – Mamabuwerl
- 1992 – Lebend im Schlachthof (live)
- 1993 – Astorlavista Baby – Takt der Abrechnung
- 1995 – Diebestoff
- 1998 – Favoriten – 10 Jahre Willy Astor. (VHS – live aus dem Circus Krone)
- 2002 – Ever Grins – Schmarraton in 185 Minuten. (DVD)
- 2005 – 20 Jahre Willy Astor. (DVD)
- 2008 – Reimgold
- 2008 – Tonjuwelen – Best of Willy Astor. (Doppel–CD)
- 2012 – Nachlachende Frohstoffe
- 2015 – Reim Time
- 2018 – Jäger des verlorenen Satzes
- 2025 - Albernheit verhindert den Ernst der Lage

### Musikalben
| Jahr | Titel                             | Höchstplatzierung, Gesamtwochen, AuszeichnungChartsChartplatzierungen (Jahr, Titel, Platzierungen, Wochen, Auszeichnungen, Anmerkungen) | Anmerkungen                                                |
| Jahr | Titel                             | DE | Anmerkungen                                                |
| ---- | --------------------------------- | --- | ---------------------------------------------------------- |
| 2001 | The Sound of Islands Vol. II      | DE79 (1 Wo.)DE |                                                            |
| 2019 | Der Zoo ist kein logischer Garten | DE78 (1 Wo.)DE | Kindischer Ozean 2 CD mit Geschichten und Musik für Kinder |

Weitere Musikalben
- 1988 – Modern Paradise. (nur Vinyl)
- 1996 – The Sound of Islands – Instrumentals (aufgenommen ab 1994)[5]
- 1998 – FC Bayern – Stern des Südens. (Vereinshymne des FC Bayern München)
- 2000 – Willy Astors andere Saiten. (VHS – live aus dem Kloster Benediktbeuern)
- 2003 – The Sound of Islands Vol. III
- 2003 – Leuchtende Tage
- 2004 – Wortstudio
- 2007 – The Sound of Islands Vol. IV
- 2007 – Superscholli
- 2008 – Der Bestimmer
- 2008 – The Sound of Islands – Special Places. (DVD – Benediktbeuern 2000, Oberschleißheim 2003, Prinzregententheater München 2008)
- 2008 – Ottmar–Olli, wir lieben Dich
- 2009 – Pulsonic – The Sound of Islands Cosmic Lounge
- 2010 – The Sound of Islands Vol. V – SommernachtsRaum
- 2014 – Kindischer Ozean (CD mit Geschichten und Musik für Kinder)
- 2015 – The Sound of Islands – Symphonic (CD bzw. DVD – Liveaufnahme mit dem Münchner Rundfunkorchester)
- 2017 – Chance Songs
- 2017 – The Sound of Islands-Guitar

### Singles
- 2003 – Maschin scho putzt
- 2005 – Pürrierstab
- 2008 – Hamburch
- 2008 – Der Bestimmer
- 2010 – Deutschland wir lieben dich
- 2012 – Pubatier Inda House (Live)
- 2015 – In Afrika, In Afrika
- 2016 – Einfach sein

### Bücher
- 2006: Unverrichter der Dinge. Humor direkt vom Erzeuger. Kunstmann, München, ISBN 3-88897-454-2.
- 2007: Willy Astor für's LacherFeuer. 32 Songs zum Selberspielen. Edition Dux, Manching, ISBN 978-3-934958-63-0.
- 2012: Schelmpflicht: Wortspiel ist reinmeingebiet. Kunstmann, München, ISBN 3-88897-780-0.
- 2018: Jäger des verlorenen Satzes. Don Bosco Verlag, München, ISBN 978-3-7698-2451-3.
- 2024: Wir sehn uns vorm Gericht! Kochen mit Freunden. Kunstmann, München, ISBN 978-3956145872.

## Kompositionen für Gitarre
- 2001 – The Sound of Islands. 3 Bände. Ritter-Dando Verlag, München 2001; 2. Auflage Dux-Verlag, 2009, ISBN 978-3-934958-88-3, ISBN 978-3-934958-89-0, ISBN 978-3-934958-90-6.

## Auszeichnungen
- 1994 – Ravensburger Kupferle in der Kategorie Kabarett
- 2001 – Bayerischer Kabarettpreis – Musikpreis
- 2002 – Das große Kleinkunstfestival – Jury-Preis

## Dokumentation
- Lebenslinien: Willy Astor – Komik, Kunst und Katastrophen, Regie: Reiner Holzemer, BR Fernsehen, Erstausstrahlung: 3. März 2025, ca. 45 Min.[6]